# Stetten (Autriche)
Pour les articles homonymes, voir Stetten.
Stetten est une commune autrichienne du district de Korneuburg en Basse-Autriche.